# Maladera insanabilis
Maladera insanabilis är en skalbaggsart som beskrevs av Brenske 1894. Maladera insanabilis ingår i släktet Maladera och familjen Melolonthidae. Inga underarter finns listade i Catalogue of Life.